# Antoine de la Mothe Cadillac
Antoine Laumet de la Mothe, sieur de Cadillac (ur. 5 marca 1658, zm. 16 października 1730), zwykle nazywany Antoine de la Mothe Cadillac – francuski odkrywca w Nowej Francji. Od skromnych początków w Аkadii w 1683 roku jako poszukiwacz i handlarz alkoholem i futrami, zaszedł wysoko w hierarchii politycznej w kolonii. W 1694 roku został dowódcą fortu de Buade, dzisiejszego Saint-Ignace (Michigan). W 1701 roku założył Fort Pontchartrain du Détroit (dzisiejsze Detroit), którym dowodził do 1710 roku. Między 1710 a 1716 był gubernatorem w Luizjanie, mimo że nie dotarł tam do 1713 roku.

## Życiorys

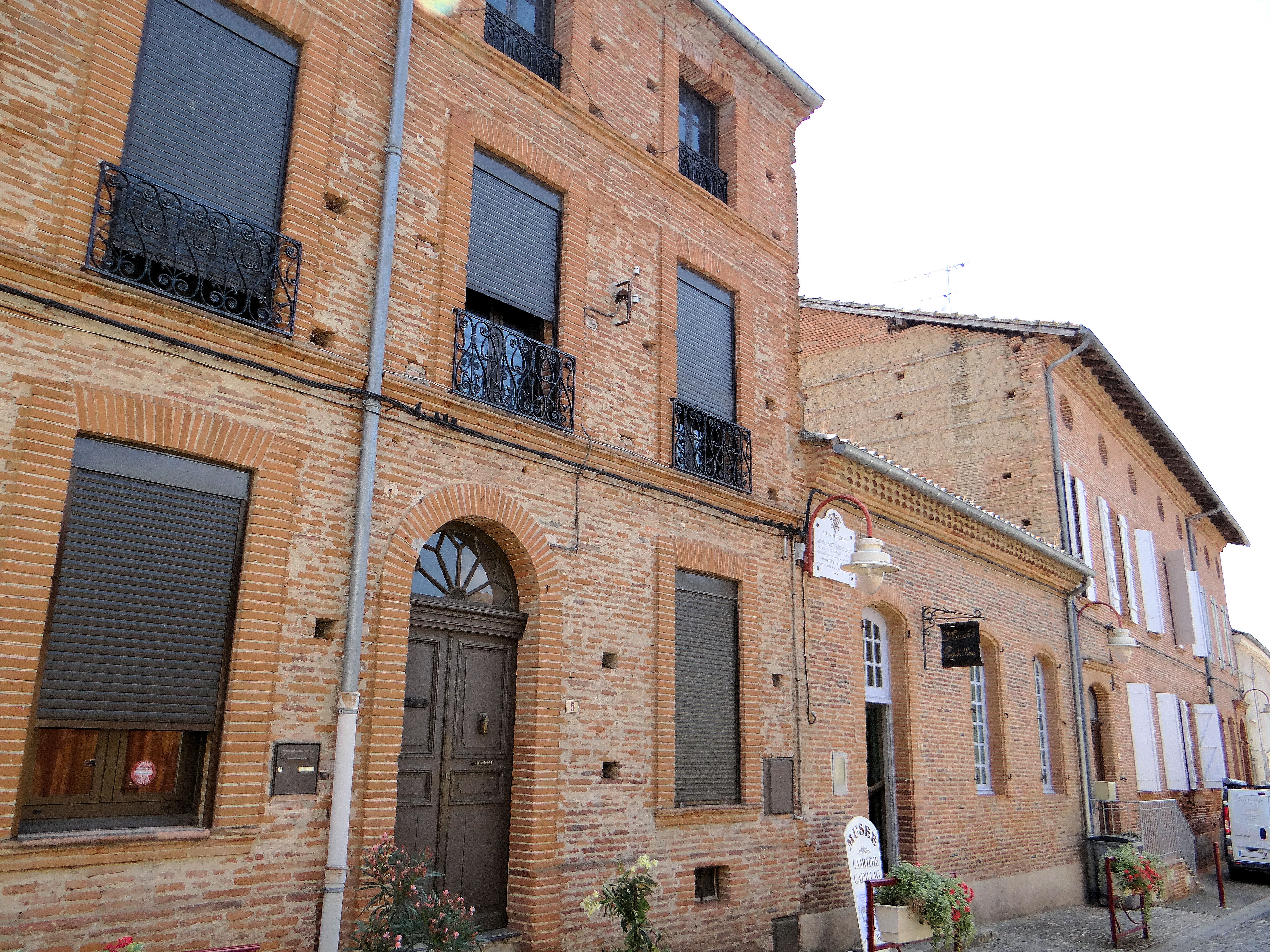
Dom, w którym urodził się Antoine Laumet

Cadillac urodził się jako Antoine Laumet 5 marca 1658 roku w Saint-Nicolas-de-la-Grawe we francuskiej prowincji Gaskonia (dzisiejszym departamencie Tarn i Gaonia, region Oksytania). Jego ojciec, Jean Laumet, urodził się w miejscowości Comon-sur-Garonne. Był adwokatem w parlamencie Tuluzy. Został mianowany na sędziego w 1664 roku. Matka Antoine’a, Jeanne Péchagut, była córką kupca i właściciela ziemskiego. Późniejsza korespondencja La Mothe pokazuje, że w młodości uczył się w jezuickim instytucie teologii, prawa, rolnictwa, botaniki i zoologii.
W wieku 25 lat, Antoine Laumet wyruszył z Francji do Nowego Świata. Jego ojciec przegrał sprawę z adwokatem w Castelsarrasin, co wywołało u niego trudności finansowe. Ponadto stracił wsparcie finansowe po śmierci kardynała Mazarine i odczuwał skutki nietolerancji wobec protestantów.

### Nowa Francja
W 1683 roku Antoine Laumet przybył do Port-Royal, stolicy Аkadii. W ciągu najbliższych czterech lat, zwiedzał swój nowy kraj we wszystkich kierunkach, rozszerzając swoje podróże do Nowej Anglii i Nowej Holandii, na południe aż do dzisiejszej Karoliny Północnej i Południowej. Prawdopodobnie wszedł w relacje biznesowe z Denisem Guyonem, kupcem z Quebecu. 25 czerwca 1687 ożenił się z jego córką, Marią Teresą.
Zaświadczenie o zawarciu małżeństwa to pierwszy dokument, w którym pojawia się jego nowa tożsamość. Nazwał siebie „Antoine de Lamothe, écuyer, sieur de Cadillac” i podpisał jako „De Lamothe Launay”. Jak wielu imigrantów, skorzystał z emigracji do Nowego świata, aby utworzyć nową tożsamość, być może aby ukryć przyczyny dlaczego opuścił Francję. Jak napisał później, ta nowa tożsamość „ne sort pas de son sac” („nie wzięła się znikąd”).
Małżeństwo miało sześć córek i siedmiu synów: Judith (1689), Magdeleine (1690), Marie Anne (1701-1701)? (1702-1702), Marie-Thérèse (1704), Marie-Agathe (grudzień 1707) oraz Joseph (1690), Antoine (1692), Jacques (1695), Pierre-Denis (1699-1700), Jean-Antoine (styczeń 1707 – 1709), François (1709), René-Louis (1710-1714).

### Początek kariery wojskowej
Cadillac wszedł w partnerstwo handlowe z oficerami z port-Royal przy użyciu statku należącego do jego szwagra Guyona. W 1689 roku został wysłany na wyprawę w pobliże Bostonu. Po powrocie poprosił gubernatora Akadii, Louisa-Alexandre de Friches de Ménevala do pracy w charakterze notariusza, aby przynosić minimalny dochód. Jego prośba została odrzucona. Następnie, w Quebecu Cadillac został przedstawiony gubernatorowi Louisowi de Buade de Frontenac'owi, który wysłał go na misję badawczą wzdłuż wybrzeża Nowej Anglii, na pokładzie fregaty L’Embuscade (Zasadzka). Silny, przeciwny wiatr zmusił okręt do powrotu do Francji
W 1690 roku, Cadillac był w Paryżu. Stał się częścią grona wokół sekretarza stanu dla Marynarki Wojennej, markiza de Seignelay, a następnie jego następcy Louisa Phélypeaux, który go mianował oficerem piechoty morskiej. Po powrocie do Port-Royal, Cadillac dowiedział się, że angielski admirał William Phips zdobył miasto, i że jego żona, córka i syn byli jeńcami. Zostali wypuszczeni w zamian za kilku angielskich więźniów. W 1691 roku, Cadillac wysłał rodzinę do Quebecu, ale ich statek został zaatakowany przez piratów z Bostonu, którzy odebrali im całą własność.
Cadillac otrzymał stopień porucznika w 1692 roku. Został wysłany z kartografem Jean-Baptiste-Louis Franquelinem rysować mapy wybrzeża Nowej Anglii w ramach przygotowań do francuskiego ataku na angielskie kolonie. Udał się z powrotem do Francji, aby przekazać mapy wraz z raportem sekretarzowi stanu. W 1693 roku otrzymał za swoją pracę zapłatę w wysokości 1500 funtów i został wysłany na dalszą misję, aby uzupełnić swoje obserwacje. Frontenac mianował go kapitanem, a potem komandorem podporucznikiem w 1694 roku.

### Le Détroit (1701-1710)
24 lipca 1701, Antoine de La Mothe Cadillac założył Fort Pontchartrain oraz parafię św. Anny przy rzece Detroit. W 1702 roku Cadillac wrócił do Quebecu, aby prosić o monopol na wszelkie działalności związane z handlem futrami. Stał się akcjonariuszem spółki Company of the Colony. Po powrocie do nowo założonej osady pomagał osadzać się tubylcom.
Pożar zniszczył Fort Pontchartraint w 1703 roku. Ta katastrofa zniszczyła wszystkie zapiski i rejestry. Cadillac został odwołany do Quebecu w 1704 roku pod zarzutem handlu alkoholem i futrami. Chociaż był więziony zapobiegawczo przez kilka miesięcy, został oczyszczony z zarzutów w 1705 roku. Król gwarantował mu wszystkie jego tytuły i zapewnił mu monopol na handel futrami, o który zabiegał. Dwa lata później Cadillac został oskarżony o nadużycia uprawnień.

### Luizjana (1710-1716)

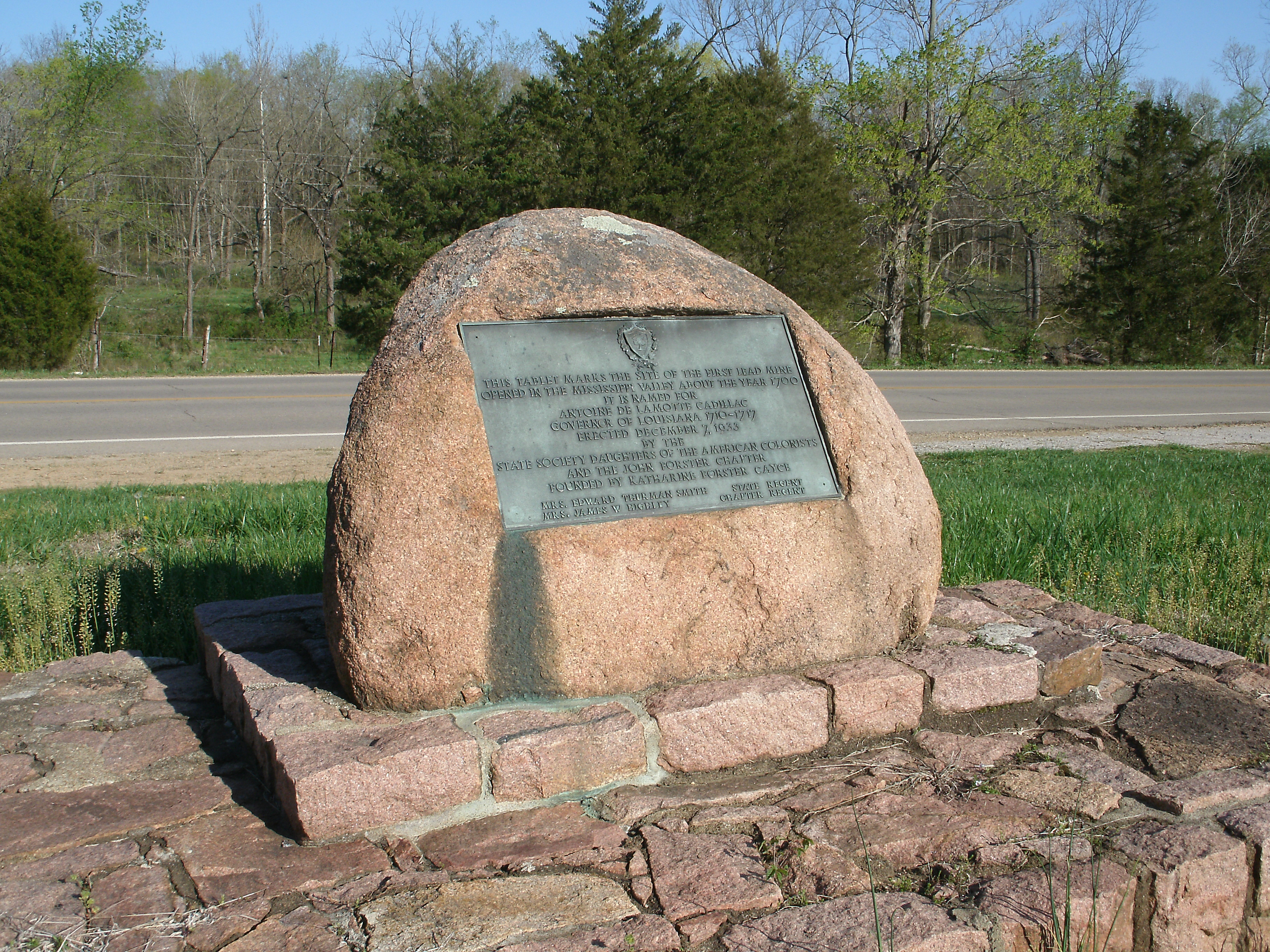
monument oznaczający usytuowanie pierwszej kopalni rudy ołowiowej w dolinie Missisipi, otwartej ok. 1700 r., nazwanej na cześć Antoine’a de la Mothe Cadilaca

W 1710 r. król ogłosił Cadillaca gubernatorem Luizjany i rozkazał mu natychmiast wyruszyć żeby podjąć swoje obowiązki. Cadillac nie posłuchał. W 1711 roku wsiadł z rodziną na statek do Francji. W Paryżu, w 1712 roku, przekonał urodzonego w Tuluzie Antoine’a Crozata, aby zainwestował w Luizjanie.
W czerwcu 1713 r. Cadillac z rodziną przybył do Fort-Louis, w stanie Luizjana (teraz Mobile, w stanie Alabama). W 1714 roku, Crozat zalecił budowę twierdz wzdłuż rzeki Mississippi, podczas gdy Cadillac chciał wzmocnić obronę w ujściu rzeki i rozwijać handel z pobliskimi koloniami hiszpańskimi.
Po wielu kłótniach, Crozat pozbawił Cadillaca jakiejkolwiek władzy. W 1716 roku sprawił, że Cadillac został usunięty z władz kolonii.

### Castelsarrasin (1717-1730)
Kilka lat po powrocie do Francji, rząd francuski ustanowił Cadillaca gubernatorem i burmistrzem Castelsarrasin (Oksytania) Tam też Antoine zmarł 16 października w 1730 roku, około północy, w wieku 72 lat. Został pochowany w krypcie kościoła Ojców Karmelitów.